# Antoni Maria

a Compétitions nationales et continentales officielles uniquement.

b Matchs officiels uniquement.
Antoni Maria, né le 21 mars 1987 à Sainte-Livrade-sur-Lot, est un joueur de rugby à XIII français évoluant au poste de deuxième ligne. Il fait ses débuts professionnels dans le Toulouse olympique XIII avant de rejoindre en 2012 les Dragons Catalans. Il est appelé en équipe de France pour y disputer notamment la Coupe du monde 2013.

## Biographie
Il est retenu dans la liste des vingt-quatre joueurs sélectionnés pour disputer la Coupe du monde 2017.

## Clubs successifs
- Sainte Livrade sur Lot XIII,
- Pujols XIII,
- Villeneuve sur Lot XIII,
- Saint-Gaudens XIII
- Toulouse Olympique XIII,
- Union Teiziste Catalane / Dragons Catalans XIII
- Leigh Leopards
- Dragons catalans
- Hull KR
- FC Lézignan
- Albi XIII

### Palmarès en club
- Collectif
  - Vainqueur de la Challenge Cup : 2018[2] (Dragons Catalans).
  - Vainqueur du Championnat de France : 2021 (Lézignan).
  - Vainqueur de la Coupe de France : 2016 (Saint-Estève XIII catalan).
  - Finaliste du Championnat de France : 2024 (Albi).

#### Détails en sélection
| 1.  | 16 juin 2012     | Pays de Galles | 28-16 | Amical         | Deuxième ligne | 0 | 0 | 0 | 0 |
| 2.  | 20 octobre 2012  | Pays de Galles | 20-6  | Amical         | Deuxième ligne | 0 | 0 | 0 | 0 |
| 3.  | 11 novembre 2013 | Samoa          | 6-22  | Coupe du monde | Remplaçant     | 0 | 0 | 0 | 0 |
| 4.  | 16 novembre 2013 | Angleterre     | 6-34  | Coupe du monde | Remplaçant     | 0 | 0 | 0 | 0 |
| 5.  | 18 octobre 2014  | Irlande        | 12-22 | Coupe d'Europe | Remplaçant     | 0 | 0 | 0 | 0 |
| 6.  | 31 octobre 2014  | Écosse         | 38-22 | Coupe d'Europe | Deuxième ligne | 0 | 0 | 0 | 0 |
| 7.  | 17 octobre 2015  | Irlande        | 31-14 | Amical         | Remplaçant     | 0 | 0 | 0 | 0 |
| 8.  | 24 octobre 2015  | Angleterre     | 4-84  | Amical         | Pilier         | 0 | 0 | 0 | 0 |
| 9.  | 30 octobre 2015  | Pays de Galles | 6-14  | Amical         | Remplaçant     | 0 | 0 | 0 | 0 |
| 10. | 29 octobre 2017  | Liban          | 18-29 | Coupe du monde | Pilier         | 0 | 0 | 0 | 0 |
| 11. | 12 novembre 2017 | Angleterre     | 6-36  | Coupe du monde | Pilier         | 0 | 0 | 0 | 0 |

### En club
| Saison | Club             | Compétition   | Matchs | Points | Essais | Buts | Drop |
| ------ | ---------------- | ------------- | ------ | ------ | ------ | ---- | ---- |
| 2018   | Dragons Catalans | Super League  | 12     | -      | -      | -    | -    |
| 2018   | Dragons Catalans | Challenge Cup | 3      | 4      | 1      | 0    | 0    |
| 2019   | Dragons Catalans | Super League  | 15     | -      | -      | -    | -    |
| 2019   | Hull KR          | Super League  | 5      | -      | -      | -    | -    |
| 2019   | Hull KR          | Challenge Cup | 1      | -      | -      | -    | -    |
| 2020   | Dragons Catalans | Super League  | 3      | -      | -      | -    | -    |
| 2020   | Dragons Catalans | Challenge Cup | 1      | -      | -      | -    | -    |